# Santa Mercedes
Santa Mercedes, cuyo nombre oficial es Comunidad Nativa Santa Mercedes, es una localidad peruana, capital de distrito de Rosa Panduro, en la provincia de Putumayo, al noreste del departamento de Loreto.

## Descripción

### Desarrollo
El nivel de desarrollo de la localidad es bajo, es hogar de varias comunidades nativas amazónicas, ubicada cerca de la frontera con Colombia. En 2012 fue elegida para ser una de las capitales de los nuevos distritos de la entonces futura provincia de Putumayo que se escindiría de la provincia de Maynas en el departamento de Loreto, durante el gobierno de Ollanta Humala.
El 6 de mayo de 2014 se promulgó la ley que creó la Provincia de Putumayo, en donde Santa Mercedes fue elevada a capital de distrito del distrito de Rosa Panduro que fue oficializado por el diario oficial del Estado El Peruano. Aunque es considerada una localidad, el Congreso de la República del Perú denominó a Santa Mercedes a nivel de ciudad.
El 8 de mayo de 2018, la Defensoría del Pueblo del Perú denunció que los centros médicos fronterizos del Ministerio de Salud en Santa Mercedes se encuentran abandonados.

### Medio ambiente
La localidad se encuentra rodeada del bosque secundario llamado "purma", un ecosistema frágil amazónico, por tal la Universidad Nacional de la Amazonía Peruana suele hacer monitoreos al área.